# Старопросвітська сільська рада
Старопросві́тська сільська рада (рос. Старопросветский сельский совет) — сільське поселення у складі Кетовського району Курганської області Росії.
Адміністративний центр — селище Старий Просвіт.
Населення сільського поселення становить 1090 осіб (2017; 1121 у 2010, 1054 у 2002).

## Склад
До складу сільського поселення входять:
| Населений пункт        | Населення, осіб (2002) | Населення, осіб (2010) |
| ---------------------- | ---------------------- | ---------------------- |
| Горілий Михаль, селище | 19                     | 15                     |
| Старий Просвіт, селище | 1035                   | 1106                   |